# Троичный компьютер
Трои́чный компью́тер — компьютер, построенный на двоичных и троичных логических элементах и узлах, работающий в двоичной и троичной системе счисления по законам двоичной и троичной логики с применением двоичных и троичных алгоритмов.

## История

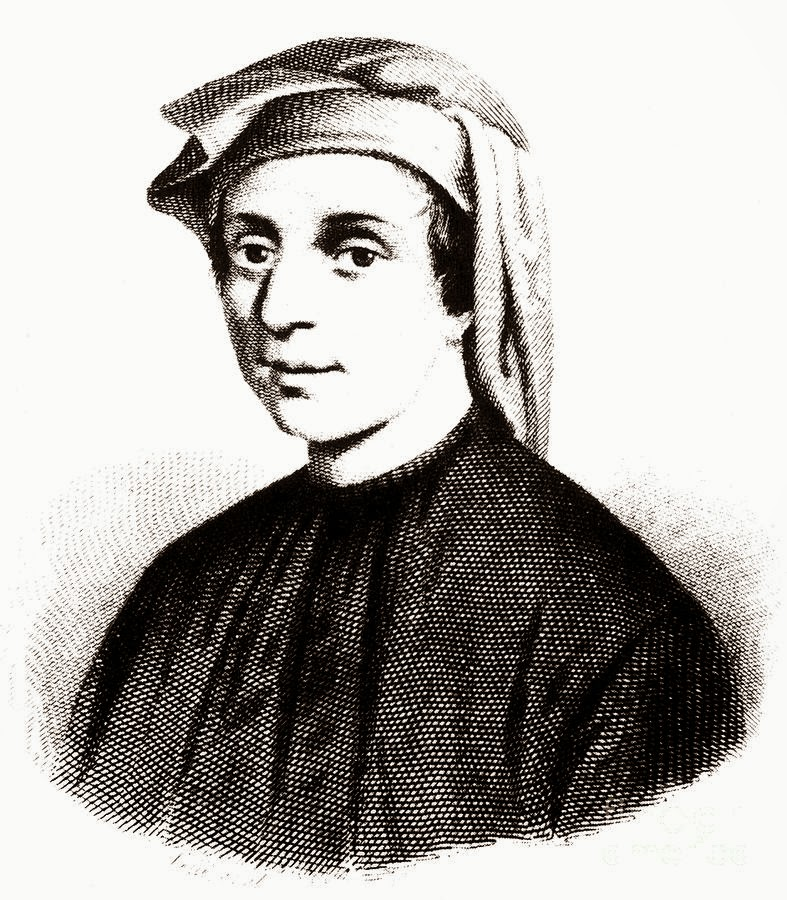
Леонардо Пизанский (Фибоначчи)

- 1203 г., Фибоначчи (Леонардо Пизанский) (Пиза, Италия) сформулировал «задачи о гирях» («задача Баше-Менделеева»[2]) и доказал, что при разрешении класть гири только на одну чашу весов наиболее экономичной является двоичная система счисления[3], а при разрешении класть гири на обе чаши весов наиболее экономичной является троичная симметричная система счисления[4][5] и опубликовал её в «Книге абака» (Liber abaci).
- 1840 г., Томас Фоулер[англ.] (Большой Торрингтон[англ.], графство Девон, Англия, Великобритания) построил механическую троичную вычислительную машину (умножитель с 55-тритным регистром результата), одну из самых ранних механических вычислительных машин[6][7].
- 1947 г., в работе[8], выполненной под руководством Джона фон Неймана (США), упоминается, но не обсуждается троичная система счисления.
- 1958 г., Н. П. Брусенцов построил в МГУ первую опытную электронную троичную ЭВМ (компьютер) «Сетунь»[9] на ячейках из ферритдиодных магнитных усилителей переменного тока[10], работавших в двухбитном троичном коде, четвёртое состояние двух битов не использовалось. Для передачи данных использовалась однопроводная система[11]. В США в то время тоже рассматривали преимущества и недостатки троичного компьютера и после проведённых теоретических исследований строить троичный компьютер не стали.
- 1959 г., под руководством Н. П. Брусенцова (ВЦ МГУ) разработана первая серийная троичная ЭВМ «Сетунь». С 1962 г. по 1964 г. Казанским заводом математических машин было произведено 46 ЭВМ «Сетунь»[12].
- 1970 г., Н. П. Брусенцов построил в МГУ вторую электронную троичную ЭВМ (компьютер) «Сетунь-70», ведущим системным программистом которой был Рамиль Альварес Хосе.
- 1973 г., G. Frieder, A. Fong и C. Y. Chao (SUNY, Буффало, США), создали Ternac — экспериментальный троичный эмулятор с арифметикой над 24-тритными целыми и 48-тритными действительными числами на двоичном компьютере Burroughs B1700.

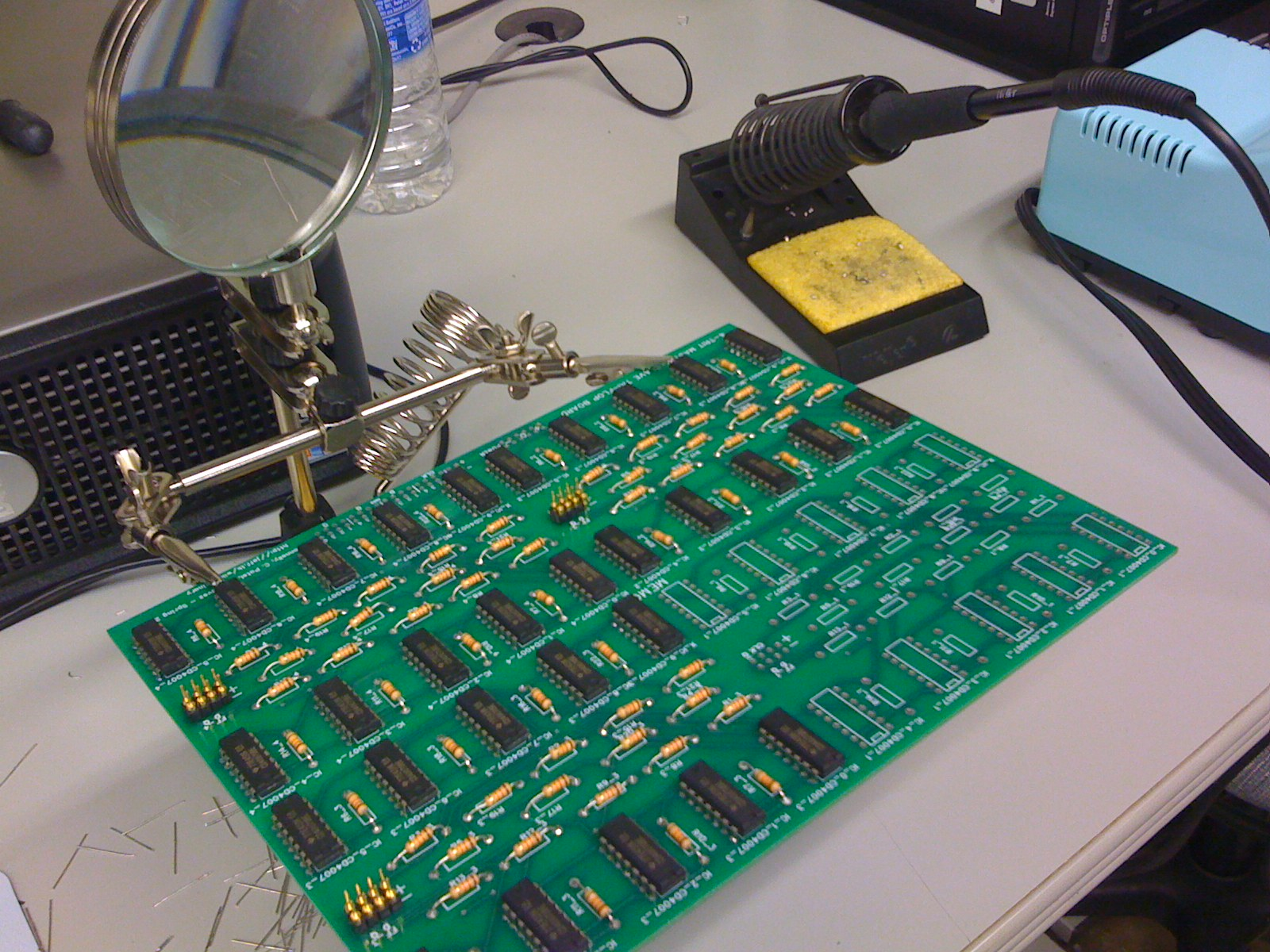
Трёхуровневая 3-тритная цифровая компьютерная система TCA2

- 2008 г. (14 марта — 24 мая), Джефф Коннелли (англ. Jeff Connelly), Кираг Патель (англ. Chirag Patel) и Антонио Чавез (англ. Antonio Chavez) при поддержке профессора Филлипа Нико (англ. Phillip Nico) (California Polytechnic State University of San Luis Obispo, San Luis Obispo, Калифорния, США) построили трёхтритную цифровую компьютерную систему TCA2, версия v2.0[14], в трёхуровневой (3-Level LevelCodedTernary, 3L LCT, «однопроводной») системе троичных логических элементов на 1484-х интегральных транзисторах.

## Преимущества троичных ЭВМ (компьютеров)
Троичные ЭВМ (компьютеры) обладают рядом преимуществ по сравнению с двоичными ЭВМ (компьютерами).
При сложении тритов в троичных полусумматорах и в троичных сумматорах количество сложений в {\displaystyle \log _{2}3=1,58...} раза меньше, чем при сложении битов в двоичных полусумматорах и в двоичных сумматорах, и, следовательно, быстродействие при сложении в 1,58.. раза (на 58 %) больше.
При применении симметричной троичной системы счисления и сложение, и вычитание производится в одних и тех же двухаргументных (двухоперандных) полусумматорах-полувычитателях или полных трёхаргументных (трёхоперандных) сумматорах-вычитателях без преобразования отрицательных чисел в дополнительные коды, то есть ещё немного быстрее, чем в двоичных полусумматорах и в двоичных полных сумматорах, в которых для вычитания используется сложение с двумя преобразованиями отрицательных чисел, сначала в первое дополнение, а затем во второе дополнение, то есть два дополнительных действия («инверсия» и «+1») на каждое отрицательное слагаемое.
Сложение сильно тормозят переносы, которые в двоичном сумматоре возникают в 4 случаях из 8 (в 50 % случаев), в троичном несимметричном сумматоре возникают в 9 случаях из 18 (в 50 % случаев), а в троичном симметричном сумматоре в 8 случаях из 27 (в 29,6…% случаев), что ещё немного увеличивает быстродействие при применении троичных симметричных сумматоров.
3-битная троичная физическая система кодирования и передачи данных 3B BCT имеет на 15,3 % большее быстродействие, чем обычная двоичная система кодирования и передачи данных, что ещё немного увеличивает быстродействие.
3-битная троичная физическая система кодирования троичных данных 3B BCT избыточна (используются только 3 кода из 8), что позволяет обнаружить ошибки и повысить надёжность изделия.
В сумме, приблизительно в 2 раза большее увеличение быстродействия в изделиях долговременного применения может окупить приблизительно в 1,5 раза большие единовременные затраты на аппаратную часть. В некоторых изделиях одноразового применения увеличение быстродействия и надёжности может перевесить увеличение затрат на аппаратную часть.
Кроме этого, вместо 4 унарных, 16 бинарных и 256 тринарных двоичных логических функций в троичных ЭВМ появляются 27 унарных, 19 683 бинарных и 7 625 597 484 987 тринарных (трёхоперандных) троичных логических функций, которые намного мощнее бинарных. Увеличение «логической мощности» в неизвестное число раз, может в 19 683/16 = 1230 раз, а может в 7 625 597 484 987/256 = 29 787 490 175 раз (нет методики сравнения «логических мощностей»), но намного, может увеличить «логическую мощность» даже медленнодействующих физических систем кодирования и передачи данных, в том числе и трёхуровневой (3-Level LevelCodedTernary (3L LCT), «однопроводной»).
Подобно тому, как в двоичных ЭВМ деление на 2 осуществляется для целых чисел операцией сдвига кода на 1 разряд вправо, а для чисел в виде мантиссы и экспоненты (с плавающей запятой) вычитанием 1 из экспоненты, в троичных ЭВМ для целых чисел операцией сдвига кода на 1 разряд вправо, а для чисел в виде мантиссы и экспоненты (с плавающей запятой) вычитанием из экспоненты 1 производится деление на 3. Из-за этого свойства троичные алгоритмы, а некоторые троичные алгоритмы работают быстрее двоичных алгоритмов, работают на троичных ЭВМ быстрее, чем на двоичных ЭВМ, что ещё немного увеличивает скорость решения некоторых задач, особенно имеющих троичность, на троичных ЭВМ.
В троичной системе знак числа может иметь все три значения: «-», «0» и «+», то есть лучше используется троичная суть знака числа. Это можно сделать и в двоичной системе, но в двоичной системе потребуется два двоичных разряда (бита) на знак числа[прояснить], а в троичной системе только один троичный разряд (трит).

Может быть, что на первых порах пакеты прикладных программ с применением более мощной, чем двоичная логика, троичной логики, особенно в задачах имеющих троичность (обработка RGB-изображений, трёхкоординатные (объёмные) x, y, z-задачи и др.) позволит существенно сократить время решения многих троичных задач на обычных двоичных компьютерах (двоичная эмуляция троичных эвм и троичной логики на двоичных компьютерах).
Удельное натуральнологарифмическое число кодов (чисел) (плотность записи информации) описывается уравнением {\displaystyle y={\frac {\ln x}{x}}}, где {\displaystyle x} — основание системы счисления. Из уравнения следует, что наибольшей плотностью записи[неизвестный термин] информации обладает система счисления с основанием, равным основанию натуральных логарифмов, то есть равным числу Эйлера е=2,71… Эту задачу решали ещё во времена Непера при выборе основания для логарифмических таблиц.
При хранении чисел троичная система более экономична по количеству используемых знаков, чем двоичная и десятичная. Также троичная логика совместима с двоичной. Однако, в случае создания компьютера на троичной логике, который был бы полностью аналогичен существующим двоичным (и имел бы дополнительные преимущества повышенной интенсивности обработки информации и разработки в области обеспечения синхронизации процессов), то такой компьютер должен был бы быть совместим с двоичными, чтобы обмениваться с ними информацией.

## Элементы троичных ЭВМ (компьютеров)
Известны троичные элементы следующих видов:

### Импульсные
- Ферритодиодные троичные элементы Н. П. Брусенцова, аналогичные двоичным элементам ЛЭМ-1 Л. И. Гутенмахера (магнитные усилители)

### Потенциальные

#### Трёхуровневые
- В трёхуровневых потенциальных линиях передачи цифровых данных (3-Level CodedTernary, 3L CT, «однопроводных») трём устойчивым состояниям соответствуют три уровня напряжения (положительное, нулевое, отрицательное), (высокое, среднее, низкое)[14][20][21]. Имеют меньшее итоговое быстродействие, чем обычная двоичная система[22].

Амплитуда наибольшего сигнала помехи равной помехоустойчивости с двухуровневыми элементами не более (+/-)Uп/6 (16,7 % от Uп), при делении всего диапазона напряжений на три равные части и номинальных напряжениях сигналов в срединах поддиапазонов.
Недостатки:
1. необходимость, для равной помехоустойчивости с обычной двоичной системой, увеличения размаха сигнала в 2 раза,
2. неодинаковость среднего состояния с верхним и нижним состояниями,
3. неодинаковость амплитуд переходов из крайних состояний в среднее (одинарная амплитуда) и переходов из одного крайнего состояния в другое крайнее состояние (двойная амплитуда).

#### Двухуровневые
Амплитуда наибольшего сигнала помехи не более (+/-)Uп/4 (25 % от Uп), при делении всего диапазона напряжений на две равные части и номинальных напряжениях сигналов в срединах поддиапазонов.
- Двухуровневые, потенциальные (2-Level BinaryCodedTernary, 2L BCT), в которых логические элементы (инверторы) имеют два устойчивых состояния с двумя уровнями напряжения (высокое, низкое), а троичность работы достигается системой обратных связей (троичный триггер)[23]. Амплитуда сигнала помехи до Uп/2 (до 50 % от Uп).

Двухбитные
- Двухуровневые двухбитные (2-Level 2-Bit BinaryCodedTernary, 2L 2B BCT, «двухпроводные»)[24].

Недостатки:
1. два провода на один разряд.
Трёхбитные
- Двухуровневые трёхбитные (2-Level 3-Bit BinaryCodedTernary, 2L 3B BCT, «трёхпроводные»)[25]. По скорости равны троичным двухуровневым двухбитным триггерам. По сравнению с обычными двоичными RS-триггерами увеличивают объём хранимых и передаваемых данных в 1,5 раза на один разряд, но и аппаратные затраты тоже увеличиваются. Быстродействие выше, чем в обычной двоичной системе, но ниже, чем в четверичной четырёхбитной системе, но аппаратные затраты растут меньше, чем в четверичной четырёхбитной системе. Из-за избыточности трёхбитного кода появляется возможность обнаружения одиночных однобитных ошибок на аппаратном уровне, что может оказаться полезным в устройствах повышенной надёжности и может найти применение в устройствах, в которых надёжность и быстродействие являются более значимыми параметрами, чем аппаратные затраты.

Недостатки:
1. три провода на один разряд.

#### Смешанные
- Смешанные, в которых вход данных трёхуровневый по одной линии и земле, а выход данных двухуровневый по трём линиям и земле.[26]

## Узлы троичных ЭВМ
- Троичные сумматоры

Полный троичный тринарный (трёхоперандный) одноразрядный сумматор является неполной троичной логической тринарной (трёхоперандной) функцией.
- Троичные триггеры
- Троичные регистры

## Будущее
Дональд Кнут отмечал, что из-за массового производства двоичных компонентов для компьютеров троичные компьютеры занимают очень малое место в истории вычислительной техники. Однако троичная логика элегантнее и эффективнее двоичной и в будущем, возможно, вновь вернутся к её разработке.
В работе [Jin, He, Lü 2005] возможным путём считают комбинацию оптического компьютера с троичной логической системой.
По мнению авторов работы, троичный компьютер, использующий волоконную оптику, должен использовать три величины: 0 или ВЫКЛЮЧЕНО, 1 или НИЗКИЙ, 2 или ВЫСОКИЙ, то есть трёхуровневую систему. В работе же [Куликов А. С.] автор пишет, что более быстродействующей и более перспективной является трёхчастотная система с тремя величинами: (f1,f2,f3) равными «001» = «0», «010» = «1» и «100» = «2», где 0 — частота выключена, а 1 — частота включена.
Будущий потенциал троичной вычислительной техники был также отмечен компанией Hypres, которая активно участвует в её изучении. IBM в своих публикациях также сообщает о троичной вычислительной технике, но активно в этом направлении не участвует.